# Larapinta Drive
Der Larapinta Drive ist eine Touristenstraße im Süden des australischen Northern Territory. Sie verbindet den Stuart Highway in Alice Springs mit Hermannsburg, der Gardiner Range und dem Watarrka-Nationalpark. Die Straße ist Teil des Red Centre Way.
Der Larapinta Drive darf nicht mit dem Larapinta Track verwechselt werden. Dies ist ein Wanderweg, der von Alice Springs durch den West-MacDonnell-Nationalpark zum 223 Kilometer entfernten Mount Sonder führt.

## Verlauf
Der Larapinta Drive beginnt mitten in Alice Springs am Stuart Highway (N87), der Adelaide im Süden mit Darwin im Norden verbindet.
Über den ersten Streckenabschnitt erreicht man den Alice Springs Desert Park und die zum West-MacDonnell-Nationalpark gehörenden Schluchten Simpsons Gap und Standley Chasm.
Nach 46 Kilometern zweigt der Namatjira Drive (S2) ab, der zu weiteren Sehenswürdigkeiten im West-MacDonnell-Nationalpark und zur Glen-Helen-Lodge führt. Ab dieser Abzweigung trägt der Larapinta Drive die Bezeichnung Staatsstraße 6 (S6). Nach 126 Kilometern erreicht man die ehemalige Missionsstation Hermannsburg am Finke River, die jetzt ein Aborigines-Dorf ist.
43 km hinter Hermannsburg mündet der Namatjira Drive wieder in den Larapinta Drive, der weiter nach Westen zur Gardiner Range führt. Die Straße führt über den Hauptkamm des Gebirges und biegt nach Süden ab, wo sie den Watarrka-Nationalpark erreicht. Bald nach dem Abzweig zum Kings Canyon geht der Larapinta Drive in die Luritja Road (S3) über, die eine Verbindung zum Lasseter Highway (S4) im Süden schafft.
Der höchste Punkt im Verlauf der Straße liegt auf 834 m, der niedrigste auf 568 m.

## Straßenzustand
Die Strecke von Alice Springs bis Hermannsburg ist eine zweispurige, asphaltierte Straße. Ab dort bis zur Nordgrenze des Watarrka-Nationalparks handelt es sich um eine Schotterpiste und wird oft auch als Mereenie Loop Road bezeichnet. Das letzte Stück bis zum Übergang in die Luritja Road ist wieder asphaltiert.
Ab Hermannsburg wird eine Nutzungsgenehmigung („Permit“) benötigt, die von den örtlichen Behörden erteilt wird.
Nach starken Regenfällen ist die Straße zeitweise unpassierbar, da es an den Flusspassagen keine Brücken gibt.